# Шалфей лекарственный
Шалфе́й лека́рственный (лат. Sālvia officinālis) — травянистое растение или полукустарник высотой до 75 см, вид рода Шалфей (Salvia) семейства Яснотковые (Lamiaceae).

## Распространение и экология
Родина шалфея лекарственного — Италия и юго-восточная Европа (Греция, Албания, республики бывшей Югославии). Натурализовался повсеместно. На территории России в диком виде не встречается, гербарные образцы представляют собой культурные или одичавшие растения.
Культивируют в Греции, Италии, Франции, Чехии, Словакии, республиках бывшей Югославии, Молдавии, России (Краснодарский край), Украине и других странах.
Растёт на полях, огородах, в садах, как культурное или одичавшее.
Шалфей относится к теплолюбивым растениям, в суровые зимы и при недостаточном снеговом покрове вымерзает.
Засухоустойчив, не выносит избытка влаги.

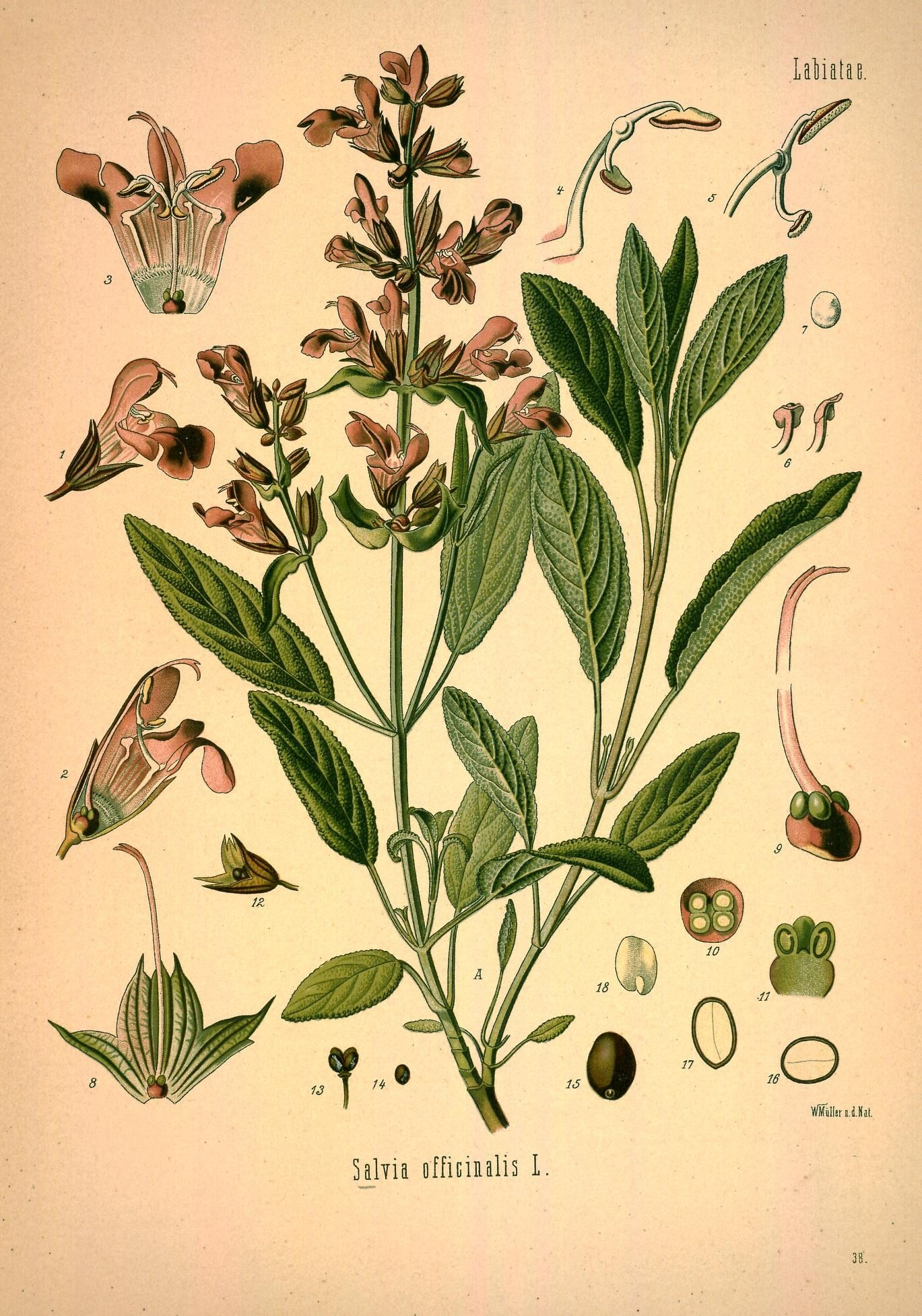

## Ботаническое описание
Многолетнее растение высотой 20—70 см.
Корень деревянистый, мощный, разветвлённый, внизу густомочковатый.
Стебель прямой, ветвистый, сильно-облиственный, снизу деревянистый, сверху травянистый, четырёхгранный, зимой в верхней части отмирающий, беловато-шерстистый от длинных волнистых волосков.
Листья вегетативных побегов — стеблевые продолговатые супротивные, длиной 3,5—8 см, шириной 0,8—1,5 (до 4) см, туповатые или острые, при основании клиновидные или закруглённые, по краю мелко городчатые, морщинистые, нижние и средние на длинных черешках, верхние — сидячие. Прицветные — ланцетные, сидячие, в несколько раз меньше стеблевых. Жилкование сетчатое. Листья густоопушённые, серо-зелёные.
Соцветия представлены колосовидным тирсом простые или ветвистые, с шестью-семью расставленными 10-цветковыми ложными мутовками; чашечка длиной 9—10 мм, почти до половины надрезанная на две губы; венчик фиолетовый, в два раза длиннее чашечки; столбик немного выставляется из венчика; рыльце с двумя неравными лопастями.
Плод — орешек, диаметром 2,5 мм, почти округлый, тёмно-бурый, сухой, из четырёх долей.

### Биологические особенности
В первый год жизни шалфей лекарственный образует к осени мощный куст.
Растение перекрёстноопыляемое.
Цветёт в июне — июле. Плоды созревают в августе — сентябре. Начинает цвести со второго года. Семена сохраняют всхожесть три года.

## Лекарственное сырьё

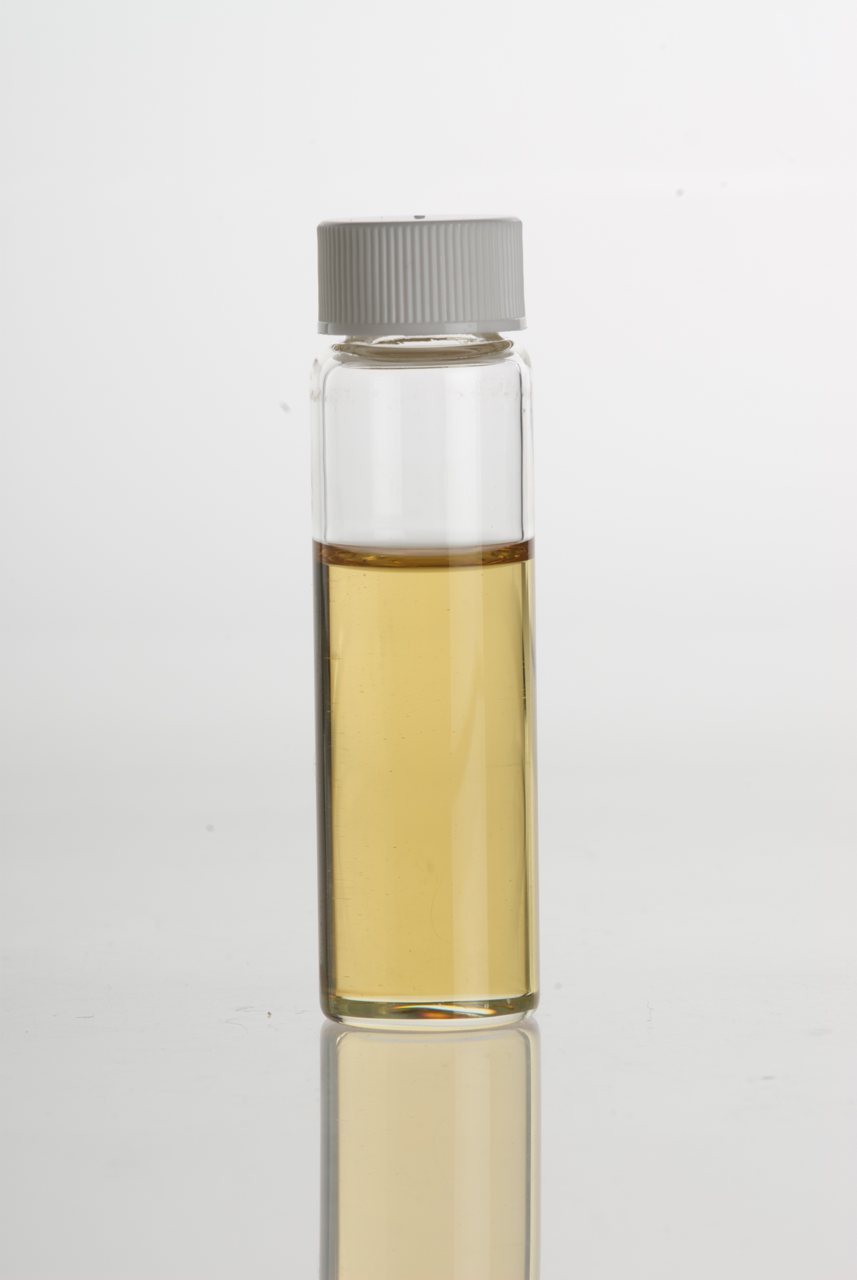
Эфирное масло шалфея лекарственного

### Уборка урожая и хранение сырья
У шалфея лекарственного сырьём служат лист (лат. Folium Salviae) или цветущие верхушки. Первый сбор их делают в сентябре в год посева. В последующие годы листья собирают 2—3 раза за вегетацию, начиная с цветения и заканчивая в сентябре. Убирают шалфей скашиванием надземной массы.
Сушат листья в сушилках, на чердаках, под навесом. Выход сухой массы составляет (%): при первом летнем сборе — 25, при последнем осеннем — до 35. Хорошо высушенные листья упаковывают в тюки и хранят в сухом помещении. На семена шалфей убирают в период побурения семян в нижних чашечках.

### Химический состав
Все части растения содержат эфирное масло, количество которого в листьях 1,3—2,5 %. Эфирное масло состоит из D-α-пинена, цинеола (около 15 %), α- и β-туйона, D-борнеола и D-камфоры. В листьях обнаружены также алкалоиды, флавоноиды, дубильные вещества, олеаноловая и урсоловая кислоты. В плодах содержится 19—25 % жирного масла, представленного в основном глицеридами линолевой кислоты.
Выход эфирного масла из верхушек стеблей с листьями и цветками для Крыма указывается 0,46 %, для Сухума — 0,32 %; установлено, что перед цветением выход масла увеличивается.

### Фармакологические свойства
Препараты из надземной части (листья и цветы) шалфея лекарственного обладают дезинфицирующим, противовоспалительным, вяжущим, кровоостанавливающим, мягчительным, мочегонным действием, уменьшают потоотделение.
- Шалфей применяют в виде отвара или настойки — для полоскания рта как вяжущее и антисептическое средство при стоматитах, кровоточащих деснах, ангине; в виде спринцеваний — при гинекологических заболеваниях[4].
- Ингаляции отваров или ароматерапевтическое эфирное масло рекомендуют при воспалении дыхательных путей.
- Наружно отвары шалфея употребляют при выпадении волос, а в сочетании с цветами бузины — при геморрое.
- Это растение тормозит лактацию у кормящих матерей, оказывает положительное действие при гастритах, колитах, язве желудка, метеоризме, воспалении желчного пузыря.
- Препараты шалфея используют для укрепления центральной нервной системы.

Противопоказания
Шалфей противопоказан для внутреннего применения при острых воспалительных процессах в почках, при беременности.

## Значение и применение
Хороший медонос; при благоприятной тёплой и влажной погоде обильно выделяет пахучий нектар. Кроме нектара, выделяет клей, который собирают пчёлы. Мёд тёмно-золотистого цвета, с приятным запахом. Продуктивность мёда достигает 200 кг/га. В условиях Рязанской области цветёт с конца мая до июля в течение 40—45 дней. Пчёлы посещают цветки в течение всего дня, но наиболее активно с 9 до 15 часов. Продуктивность нектара одним цветком около 0,155 мг, а число пчёл на одном квадратном метре посева до 43—46. Наиболее интенсивное выделение нектара происходит в период раскрытия пыльников и до оплодотворения завязи. Продуктивность нектара на 1 га посева колеблется в пределах 130—180 кг сахара. Нектар светлый с зеленоватым оттенком.
Листья содержат дубильные вещества.
Используется как декоративное растение для обсадки дорожек в парках и садах, для клумб.

### Применение в кулинарии
Листья используются в ликёро-водочной, рыбной, консервной и пищеконцентратной промышленности. Они обладают сильным остропряным запахом, пряным горьким вкусом. Он отлично сочетается с розмарином лекарственным. Им приправляют салаты, супы, овощи, мясо, рыбу, птицу, сладкие блюда. Пикантный аромат придаёт шалфей тёртым сырам и начинкам для пирогов.
Шалфей лекарственный популярен в кухне стран Южной Европы и США. В США их используют для отдушки чая, табака, колбас, ливерных изделий, сыра, безалкогольных напитков, а также в пряной приправе к зайчатине и свинине, рубленому мясу, почкам, дичи и ветчине. Особым образом употребляют растение в Китае, заваривая как чай. В пищевой промышленности России листья растения добавляют в пряную и маринованную сельдь. Во многих странах сушеный шалфей включают в состав пряных смесей.

### Применение в медицине
Шалфей является народным лекарственным средством (настои, отвары). Его применяли в русской народной медицине для лечения туберкулёза лёгких, при бронхите, ангине, как тонизирующее средство, при отёках, атеросклерозе, полиартрите, радикулите, геморрое, стоматите, кровоточивости дёсен, при лечении женского бесплодия, сахарного диабета, обильной потливости в климактерический период, а также как болеутоляющее и успокаивающее при желудочных коликах.
В медицине шалфей используют как сырьё для получения настоек, а также экстрактов, которые затем вводят в лекарственные препараты (Сальвин). Их рекомендуют  при воспалении полости рта, зева и миндалин, катаре верхних дыхательных путей, зубной боли, как отхаркивающее средство, для укрепления дёсен. В зарубежной медицине растение рекомендуют также при желудочно-кишечных воспалениях, язвенной болезни желудка, гастрите, колите, метеоризме, поносе, заболеваниях печени, жёлчного пузыря и почек; как наружное средство — при гнойных ранах, ушибах.
Эфирное масло шалфея лекарственного применяют в парфюмерно-косметической промышленности для ароматизации зубного порошка и пасты. Экспериментально установлено, что жирное масло из семян является бактерицидным средством, его используют для ингаляций.

## Размножение и агротехника
Размножается семенами, рассадой, а также делением растений и черенкованием. Сев проводят под зиму или ранней весной. Подготовка почвы такая же, как и под другие пропашные культуры. После уборки зерновых почву лущат на глубину 4—5 см, через месяц проводят основную вспашку на глубину 25—27 см. Затем поле боронуют и культивируют. Ширина междурядий 70 см. Глубина заделки семян 2—4 см, норма высева 8 кг/га. Всходы появляются через 18—22 дня. Сразу после появления всходов делают шаровую прополку в рядах.
Уход заключается в трёх-четырёх прополках и культивациях. С образованием второй пары настоящих листьев всходы прореживают на расстоянии 20 см. В букете оставляют два-три растения.
На перезимовавших плантациях до начала весеннего отрастания прошлогодние стебли удаляют на высоте 5 см от поверхности почвы, дают подкормку и культивируют междурядья. Дальнейший уход состоит в рыхлении междурядий и прополке в рядах.
| |  |  |  |
| Слева направо: Различные виды листьев. Верхняя сторона листа (увеличено). Нижняя сторона листа (увеличено) |  |  |  |

## Классификация

### Таксономия
Вид Шалфей лекарственный входит в род Шалфей (Salvia) подсемейства Котовниковые (Nepetoideae) семейства Яснотковые (Lamiaceae) порядка Ясноткоцветные (Lamiales).
|  |                                      |  |                                                             |                                                             |                      |  | ещё 21 семейство (согласно Системе APG II) | ещё 21 семейство (согласно Системе APG II)  |                                             |  |  |  | ещё 110—130 родов   | ещё 110—130 родов        |  |  |
|  |                                      |  |                                                             |                                                             |                      |  | ещё 21 семейство (согласно Системе APG II) | ещё 21 семейство (согласно Системе APG II)  |                                             |  |  |  | ещё 110—130 родов   | ещё 110—130 родов        |  |  |
|  |                                      |  |                                                             | порядок Ясноткоцветные                                      |                      |  |                                            |                                             | подсемейство Котовниковые                   |  |  |  |                     | вид Шалфей лекарственный |  |  |
|  |                                      |  |                                                             | порядок Ясноткоцветные                                      |                      |  |                                            |                                             | подсемейство Котовниковые                   |  |  |  |                     | вид Шалфей лекарственный |  |  |
|  | отдел Цветковые, или Покрытосеменные |  |                                                             |                                                             | семейство Яснотковые |  |                                            |                                             | род Шалфей                                  |  |  |  |                     |                          |  |  |
|  | отдел Цветковые, или Покрытосеменные |  |                                                             |                                                             |                      |  |                                            |                                             |                                             |  |  |  |                     |                          |  |  |
|  |                                      |  | ещё 44 порядка цветковых растений (согласно Системе APG II) | ещё 44 порядка цветковых растений (согласно Системе APG II) |                      |  |                                            | ещё 7 подсемейств (согласно Системе APG II) | ещё 7 подсемейств (согласно Системе APG II) |  |  |  | ещё 700 — 900 видов |                          |  |  |
|  |                                      |  |                                                             | ещё 44 порядка цветковых растений (согласно Системе APG II) |                      |  |                                            |                                             | ещё 7 подсемейств (согласно Системе APG II) |  |  |  |                     |                          |  |  |